# Edith Södergran

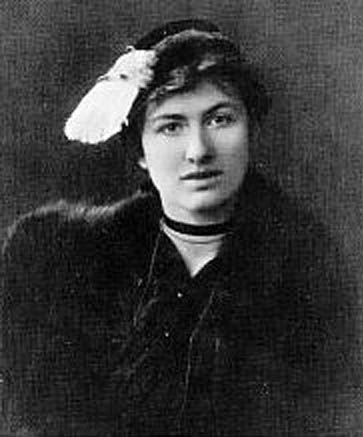
Edith Södergran 1917

Edith Irene Södergran (* 4. April 1892 in Sankt Petersburg; † 24. Juni 1923 in Raivola/Karelien) war eine finnlandschwedische Lyrikerin und Schriftstellerin.
Sie war vor allem vom französischen Symbolismus, dem deutschen Expressionismus und dem russischen Futurismus beeinflusst und gilt als Begründerin des finnlandschwedischen Modernismus. Bedingt durch ihren frühen Tod war sie zu Lebzeiten kaum bekannt. Ihr Einfluss war jedoch bedeutend, u. a. auf die finnlandschwedischen modernistischen Dichter Elmer Diktonius (1896–1961), Gunnar Björling (1887–1960) und Rabbe Enckell (1903–1974).

## Lebenslauf

### Kindheit
Edith Södergran wurde in einem Haushalt der Mittelschicht in Sankt Petersburg geboren. Sie war Kind eines schwedischen Vaters und einer finnlandschwedischen Mutter, Matts und Helena Södergran. Sie war das einzige Kind, das das Erwachsenenalter erreichte, denn sowohl Helena als auch Edith hatten Brüder, die in jungen Jahren verstarben. Dies stärkte wohl die Stellung der Frauen in der Familie und war möglicherweise einer der Gründe für Ediths späteren Feminismus. Als sie gerade einige Monate alt war, zog die Familie in die Stadt Raivola, wo ihr Großvater mütterlicherseits, Gabriel Holmroos, eine Villa für sie kaufte. Kurz danach bekam der Vater eine Stelle als Vorsteher in einem Sägewerk. Drei Jahre später ging das Unternehmen bankrott, und die Familie verschuldete sich. Erst das Erbe von Helenas Vater brachte Entlastung, ein Teil ging in Matts’ erfolglosen Geschäften verloren.
Helena Södergran zeigte sich oftmals nervös, aufgeregt und unruhig. Edith hatte eine sehr spezielle Beziehung zu ihrer Mutter und verbrachte sehr viel Zeit mit ihr, da der Vater den Kontakt zu seinen Verwandten – damit auch zu ihren gleichaltrigen Kusinen – abgebrochen hatte. Edith lebte in Raivola bis 1902, wo sie zehn Jahre alt wurde. Danach wohnte sie in einer Schule in St. Petersburg. Edith hatte nie besonders viele Freunde, was der Mutter Sorgen machte. Sie nahm deshalb ein gleichaltriges Mädchen aus Raivola namens Singa auf, das Edith die Schwester ersetzen sollte. Sie wohnte allerdings nur in den Ferien bei Edith. Eines Tages lief sie von den Södergrans davon und wurde bei einem Unfall, scheinbar auf dem Weg nach Hause, vom Zug überfahren. Edith widmete ihr später ein Gedicht. Im Jahr 1904 erkrankte Matts Södergran an Tuberkulose und im Mai 1906 wurde er ins Nummela Sanatorium nach Nyland gebracht. Von den Ärzten ohne Hoffnung auf Heilung entlassen, starb er im Oktober 1907.

### Schulzeit
Von 1902 bis 1909 besuchte Edith Södergran die deutsche Mädchenschule St. Petri. Die Schuljahre waren von Unruhen und sozialen Spannungen geprägt. Unter den Gedichten in Vaxdukshäftet (Das Wachstuchheft), das Ediths Schuljahre beschreibt, gibt es auch Gedichte mit politischen Motiven. In der Schule gab es Klassenkameraden aller möglichen Nationalitäten, unter anderem Deutsche, Russen, Finnen, Deutsch-Balten und Schweden. Der Schwerpunkt des Unterrichts lag auf modernen Sprachen: Sie lernte sowohl Deutsch, Französisch, Englisch und Russisch, aber Unterricht in ihrer Muttersprache Schwedisch erhielt sie nicht. Deutsch wurde am meisten gesprochen, sowohl in der Schule als auch bei ihr und ihren Freunden. Sie war eine intelligente Schülerin mit schnellem Auffassungsvermögen und brauchte nie viel Zeit zum Lernen. Einer ihrer Klassenkameraden beschrieb sie als die begabteste Schülerin der Klasse. Am meisten interessierte sie sich für den Französischunterricht, was wohl am Lehrer Henri Cottier lag, an den ein großer Teil der Liebesgedichte im Vaxdukshäftet gerichtet sind.
In ihrer Schulzeit schrieb Edith über 200 Gedichte, die meisten davon in deutscher, einige auch in russischer oder französischer Sprache. 1908 beschloss sie, Schwedisch zur Hauptsprache ihres Schreibens zu machen. Sie hörte auf, Gedichte auf Deutsch zu schreiben. Dies war keine selbstverständliche Entscheidung, denn sie hatte keinen engen Kontakt zur schwedischen Literatur und auch die finnlandschwedische Dichtung befand sich in einem Tief. Einen wichtigen Anstoß zu ihrer Entscheidung erhielt sie von ihrem Verwandten, dem finnlandschwedischen Sprachforscher Hugo Bergroth. Einige Jahre später veröffentlichte sie das Gedicht Hoppet in einem Mitgliedermagazin der Schwedischen Volkspartei in Helsinki und knüpfte dadurch Kontakte zu einigen finnlandschwedischen Schriftstellern. Der Übergang zum Schwedischen markiert auch die Hinwendung zur Lyrik.

### Krankheit
1908 erkrankte Edith an einer Lungenentzündung. Im folgenden Jahr wurde Tuberkulose diagnostiziert. Einen Monat nach diesem Ergebnis wurde sie in das Nummela Sanatorium gebracht, wo auch ihr Vater behandelt wurde, bevor er starb. Zur damaligen Zeit waren die Heilungschancen bei Tuberkulose gering, 70–80 Prozent starben innerhalb von zehn Jahren. Edith fühlte sich nicht wohl in Nummela, da der Ort zu stark mit dem Tod des Vaters verbunden war. Sie fühlte sich dort wie eine Gefangene und träumte sich fort in exotische Länder, was ihr den Ruf eintrug, geisteskrank zu sein. Im ersten Halbjahr verbesserte sich ihre Gesundheit und sie konnte sogar wieder nach Hause, doch dann verschlechterte sich der Zustand im Herbst wieder und sie wurde erneut nach Nummela eingeliefert. In den folgenden zwei Jahren wurde es so schlecht, dass die Familie Hilfe im Ausland suchte.
Anfang Oktober 1911 reisten Edith und ihre Mutter ins schweizerische Arosa. Drei Ärzte, die sie untersuchten, empfahlen drei verschiedene Behandlungen. Einige Monate später im Sanatorium Davos-Dorf, beim Arzt Ludwig von Muralt, ging es ihr besser. Er schlug vor, einen linksseitigen therapeutischen Pneumothorax vorzunehmen. Die punktierte Lunge wurde jedoch unbrauchbar. Nach dem Mai 1912 konnten keine Tuberkulosebakterien mehr nachgewiesen werden. 1914 kehrte sie nach Finnland zurück. An einem Rückfall sollte sie neun Jahre später sterben.

### Literarische Revolte
Das literarische Debüt Dikter, das im Herbst 1916 erschien, erregte keine größere Aufmerksamkeit, obwohl einige der Kritiker über ihn erstaunt waren. Denn schon hier arbeitet Södergran mit assoziativem freien Vers mit stärkerem Blick für Einzelheiten als für große Perspektiven. Auf Endreime verzichtete sie weitgehend und verwendete stattdessen viele Anaphern. Der Ausdruck eines weiblichen, jungen und modernen Bewusstseins, wie z. B. in Dagen svalnar … und Vierge moderne waren etwas völlig Neues in der schwedischsprachigen Lyrik.
Nach der Oktoberrevolution 1917 war das Vermögen Ediths und ihrer Mutter wertlos, da sie in russische Wertpapiere investiert hatten. Gleichzeitig wurde die Karelische Landenge ab dem Frühjahr 1918 Kriegsgebiet. In Petrograd wurden Menschen ohne Gerichtsverfahren erschossen, und Södergran wusste, dass einige ihrer Schulkameraden aus der Stadt geflohen waren. Sie las Friedrich Nietzsche und fand durch ihn den Mut, einem zeitweise widrigen und demütigenden Alltag zu begegnen.
Ihre dichterische Neuorientierung mit Septemberlyran traf auf wenig Verständnis in der Öffentlichkeit. Sie selbst ergriff das Wort in einem berüchtigten Leserbrief in der Dagens Press, einer Zeitung in Helsinki, und wollte ihre Absichten erklären. Södergran erklärte, ihre Lyrik sei nicht für die Allgemeinheit gedacht, sondern würde sich nur wenigen Ausgewählten erschließen. Damit provozierte sie lediglich die erste Debatte über die unbegreifliche modernistische Poesie in schwedischer Sprache, eine Debatte, die sich im Zusammenhang mit z. B. Birger Sjöberg, Peter Weiss und Erik Lindegren wiederholen sollte. Die Zeitungsdebatte wurde recht unwirsch geführt – keiner der Debattierenden hatte eine Ahnung, unter welchen Bedingungen die Dichterin lebte: Hunger, Lungenbeschwerden, von Vertreibung oder Tod im Bürgerkrieg bedroht. Aber sie gewann eine Freundin und lebenswichtige Verbündete, die junge Kritikerin Hagar Olsson (1893–1978). Ihr, „der Schwester“, sind in Rosenaltaret mehrere Gedichte gewidmet. Ansonsten ist diese dritte Gedichtsammlung Södergrans immer noch stark von Nietzsches Gedanken geprägt, sie erhält jedoch zusätzlich eine religiöse Komponente. Das lyrische Ich sieht sich als Prophetin.
In der Gedichtsammlung Framtidens skugga – der erste Vorschlag für den Titel war Köttets mysterier (Mysterien des Fleisches) – kulminiert Södergrans mahnende Vision und beinahe kosmische Glut in den Gedichten, die von einer neuen Welt nach der jetzigen, von Krieg und Katastrophen verheerten, sprechen. Ihr Ausdruck weist zurück auf Walt Whitman und Sappho, aber auch voraus auf Jim Morrison, wenn der Dichter sich als Seher, Heerführer oder als den von Eros erwählten Vermittler verkleidet:
Jag känner dig, Eros:
du är icke man och kvinna,
du är den kraft
som sitter nerhukad i templet
för att resa sig, vildare än ett skrän,
häftigare än en slungad sten
slunga ut förkunnelsens träffande ord över världen,
ur det allsmäktiga templets dörr.
-Eros hemlighet
(Ich kenne dich, Eros: / du bist nicht Mann, nicht Frau, / du bist die Kraft / die niedergebeugt im Tempel sitzt / um sich zu erheben, wilder als ein Grölen, / hitziger als ein geschleuderter Stein / schleudere heraus das treffende Wort der Verkündigung über die Welt, / aus der allmächtigen Tür des Tempels. Eros’ Geheimnis)
Trotz des visionären Tons war Edith Södergran während dieser exaltierten Periode Atheistin und unterschied, Freunden und Nachbarn zufolge, ihre eigene Person und die der schimmernden Königinnen und Propheten, in deren Rolle sie sich in ihrer Lyrik versetzte. Die Verwandlung, über die sie schrieb, sollte aus einer neuen Menschlichkeit geschehen, geführt von „den stärksten Anderen“ (Nietzsches Übermenschen, s. Gedichte Botgörarna (Die Büßer) und Först vill jag bestiga Chimborazzo (Erst will ich den Chimborazzo besteigen)).
Als sie nach und nach einem positiveren Zutrauen zur Natur und Gott Raum in ihren Gedichten gab, bedeutete dies eine gewisse Erleichterung von den ekstatischen Hoffnungen, die sie über den grauen Alltag erhoben hatten, eine Erwartung, die jedenfalls nicht aufrechterhalten werden konnte, aber dies war auch ein beginnender Abschied von Nietzsches Zukunftsvisionen.
Vom Sommer 1920 bis Spätsommer 1922 gab sie die Poesie auf. Während des Herbstes und Winters schrieb sie ihre letzten Gedichte, die sie ihren Freunden Hagar Olsson und Elmer Diktonius zuliebe in deren Zeitschrift Ultra veröffentlichte. Die Erwartungen auf eine führende Rolle für sich selbst hatte sie aufgegeben, aber nicht ihre verwegene Bildsprache.
Edith Södergran wurde auf dem Dorffriedhof in Raivola begraben. Die Mutter blieb dort bis 1939 wohnen und verstarb bei der Evakuierung während des Winterkrieges. Durch den Frieden in Moskau 1940 blieb Raivola sowjetisches Gebiet und gehört bis heute zu Russland. Ihr Grab kann nicht mehr gefunden werden, aber 1960 errichtete man ihr eine Statue in Raivola.

## Werke
Edith Södergran schrieb sieben Gedichtsammlungen:
- Dikter (Gedichte) 1916.
- Septemberlyran (Die Septemberlyra) 1918.
- Brokiga iakttagelser (Bunte Beobachtungen) 1919.
- Rosenaltaret (Der Rosenaltar) 1919.
- Framtidens skugga (Schatten der Zukunft) 1920.
- Tankar om naturen (Gedanken über die Natur) 1920.
- Landet som icke är (Das Land, das nicht ist) 1925. (postum erschienen)

Diese Gedichtsammlungen sind in elektronischer Form frei zugänglich im Projekt Runeberg, siehe Verweis unten.

### In deutscher Übersetzung
- Edith Södergran: Feindliche Sterne. Gesammelte Gedichte. München: Limes, 1975, ISBN 3-8090-2083-4.
- Edith Södergran: Klauenspur. Gedichte und Briefe. Leipzig: Reclam, 1990, ISBN 3-379-00582-7.
- Edith Södergran, Sieglinde Mierau, Klaus-Jürgen Liedtke: Scharf wie Diamanten. Berlin: Gemini, 2003, ISBN 3-935978-15-4.
- Edith Södergran, Klaus-Jürgen Liedtke: Der Schlüssel zu allen Geheimnissen. Berlin: Gemini, 2003, ISBN 3-935978-08-1.
- Jag själv är elden/Ich selbst bin Feuer (bilinguale Auswahl, übertragen und hrsg. von Klaus-Jürgen Liedtke, Münster 2014), ISBN 978-3-930754-90-8

### Musikalische Bearbeitungen
- Lieder: Sinikka Langeland: The Land That Is Not, ECM 2762036 (CD).